# 小林良美
小林 良美（こばやし よしみ、1968年8月11日 - ）は、神奈川県出身の女子ソフトボール選手（外野手）・指導者。右投右打。元日立高崎所属。シドニーオリンピック銀メダリスト。日立マクセル女子ソフトボール部監督、東京国際大学女子ソフトボール部監督を務めた。

## 経歴
神奈川県立平塚商業高等学校を卒業。
シドニーオリンピックではライトで伊藤良恵と併用される。日本リーグでは最優秀打撃賞を2度も獲得するほどの選手であったが、シドニーオリンピックでは伊藤の起用が優先された。
アテネオリンピックでは、コーチングスタッフとして代表チームに加わった。